# Harry Fry
Harry Brittain Fry (13. september 1905 – 1985) var en canadisk roer som deltog i de olympiske lege 1932 i Los Angeles og 1936 i Berlin.
Fry vandt en bronzemedalje i roning under OL 1932 i Los Angeles. Han var med på den canadiske otter som kom på en tredjeplads efter USA og Italia. Mandskabet på den canadiske båd var: Earl Eastwood, Joseph Harris, Stanley Stanyar, Harry Fry, Cedric Liddell, William Thoburn, Donald Boal, Albert Taylor og George MacDonald som var styrmand.  